# SGS
SGS S.A. (Société Générale de Surveillance) — швейцарская компания, предоставляющая услуги по независимой экспертизе, контролю, испытаниям и сертификации. По состоянию на начало 2022 года компания SGS насчитывала свыше 2600 офисов и лабораторий по всему миру.
Портфель услуг SGS включает в себя инспекции и проверку количества, веса и качества товаров; испытания продукции по различным показателям безопасности и качества; сертификацию продукции, систем менеджмента и услуг на соответствие требованиям стандартов, установленных государствами, органами по стандартизации или клиентами SGS, а также услуги по проверке соответствия продукции и услуг требованиям международного или национального законодательства.
Основные конкуренты: Bureau Veritas, Germanischer Lloyd (GL) и Cotecna (в области проверки на соответствие стандартам) и Core Laboratories, Inc. (в области инспекции качества и количества товаров).
Крупнейшим акционером является Groupe Bruxelles Lambert (19,11 % акций).

## История
В 1878 году международные трейдеры Лондона, Франции, Германии, Нидерландов, Прибалтики, Венгрии, Средиземноморских стран и Соединенных Штатов основали Ассоциацию торговцев зерном и фуражом (Grain and Feed Trade Association) с целью привести к единому стандарту сопроводительные документы, используемые при экспорте, и внести ясность в процедуры и споры, связанные с качеством импортного зерна.
В том же году в одном из крупнейших портов Франции, Руане, по инициативе молодого выходца из Риги (в те времена входящей в состав Российской империи) началась деятельность SGS по проверке зерна, поставляемого во Францию. Он занял деньги у своего австрийского друга и приступил к инспекциям. Дело в том, что в то время перевалки объёмы зерна уменьшались в результате усушки и воровства, и данная услуга была призвана защитить права экспортеров посредством инспектирования и проверки количества и качества зерна по прибытии к импортеру.
Бизнес быстро развивался; предприниматели создали совместный бизнес в декабре 1878, и за первый же год компания открыла офисы в крупнейших портах Франции: Гавре, Дюнкерке и Марселе. Одним из первых нововведений, до сих пор практикуемым компанией, стала услуга по гарантии веса (Full Outturn Guarantee — FOG), заключающаяся в возмещении экспортеру потери зерна в ходе транспортировки при условии, что SGS проводит инспекцию груза как в порту погрузки, так и в порту выгрузки.
К 1913 году компания значительно выросла и стала лидирующей экспертной организацией на зерновом рынке. Она уже инспектировала 21 млн тонн зерна в год посредством сети из 45 офисов, расположенных по всей Европе. В 1915 году во время Первой мировой войны штаб-квартира компании переехала из Парижа в Женеву, Швейцария, чтобы продолжить деятельность в нейтральной стране. 19 июля 1919 года компания получила название, которое используется по настоящее время, — Société Générale de Surveillance.
В середине XX века компания SGS стала активно диверсифицировать свой бизнес, предлагая услуги по независимой экспертизе, испытаниям и проверкам в целом ряде отраслей, в том числе в промышленном секторе, в сфере минерального сырья, в нефтегазовом секторе и во многих других. В 1981 году компания стала акционерной, а в 2001 году была сформирована сегодняшняя структура SGS, представляющая собой десять бизнес-направлений и десять географических зон.

## Деятельность

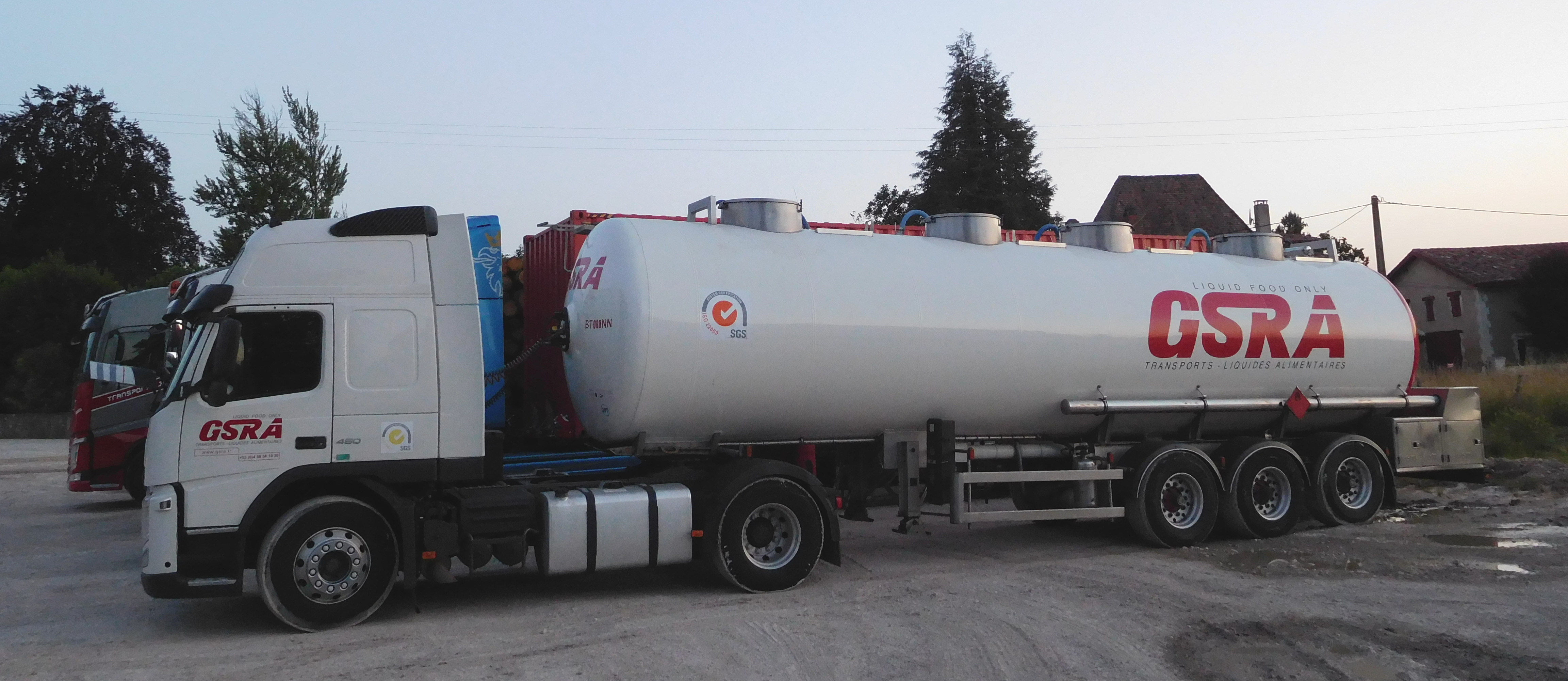
Грузовик с цистерной для перевозки пищевых масел, которая сертифицирована SGS по стандарту ISO 22000

Структурно компания SGS подразделяется на девять департаментов, каждый из которых фокусируется на оказании услуг для определённой отрасли: агропромышленный комплекс, транспортный сектор, потребительский рынок и розничная торговля, экология и охрана труда, государственный сектор, промышленный сектор, минеральное сырье, сектор нефти, газа и химии, сертификация и интенсификация бизнеса.
Распределение выручки по регионам: Европа, Ближний Восток и Африка — 44 %, Азиатско-Тихоокеанский регион — 35 %, Америка — 21 %.
В списке крупнейших публичных компаний мира Forbes Global 2000 за 2023 год SGS заняла 1466-е место.

## Менеджмент
SGS структурно разделена на девять бизнес-направлений (департаментов) и восемь географических зон (регионов). Каждое бизнес-направление возглавляет исполнительный вице-президент (EVP), каждый регион возглавляет операционный директор (COO). Исполнительные вице-президенты и операционные директора вместе со старшими вице-президентами (SVP), которые возглавляют функциональные подразделения, управляющим Группы, финансовым директором и генеральным советником формируют операционный совет компании.
- Кальвин Гридер (Calvin Grieder, род. в 1955 году) — председатель совета директоров, также председатель компании Givaudan[6].
- Фрэнки Ын (Frankie Ng, род. в 1966 году) — генеральный директор (CEO) с марта 2015 года, в компании с 1994 года[7].

## SGS в СНГ
Деятельность SGS в СССР берет своё начало с января 1981 года. Сегодня в АО «СЖС Восток Лимитед», российском подразделении Группы SGS, работает 5500 специалистов (данные на июль 2021 года). Филиалы, представительства, оперативные офисы и лаборатории «СЖС Восток Лимитед» расположены в более чем 70 городах Российской Федерации. Собственная лабораторная база АО «СЖС Восток Лимитед» включает в себя свыше 60 стационарных лабораторий. Веб-сайт российского подразделения: Структурно компания делится на пять регионов с филиалами в Санкт-Петербурге, Новороссийске, Новокузнецке, Чите и Находке.
ИП «СЖС Украина» действует на территории Украины с 1992 года. В настоящее время список отделений на Украине насчитывает 18 офисов во всех морских/речных портах, а также крупных промышленных центрах. Общая численность персонала украинского подразделения SGS составляет 1200 человек.
Первый офис SGS в Каспийском регионе открылся в апреле 1993 года в г. Баку, Азербайджан. Месяцем позже состоялось открытие и казахстанского офиса в Алматы, Казахстан. На данный момент в компании работают более 900 сотрудников, открыты 25 офиса и 27 лабораторий по всему Каспийскому региону. Самый большой штат представлен в Казахстане: около 500 специалистов, офисы в 14 крупных городах и 9 испытательных лабораторий. Веб-сайт Каспийского региона, куда входит Казахстан, Азербайджан, Туркменистан, Узбекистан, Грузия, Кыргызстан, Таджикистан и Афганистан.